# Кулемет Горгаса
Кулемет Горгаса — прототип кулемета з ручним механізмом, розроблений генералом КША Джозайєю Горгасом.
Він мав один ствол без нарізів калібру 1¼ дюйма (31,75 мм). Живлення відбувалося з револьверного кільця, але з віссю обертання перпендикулярною стволу, на відміну від звичайних револьверів. Циліндр мав 18 камор, які заряджалися спереду з іншого боку кільця. На внутрішній стороні барабана було зроблено 18 патрубків для ударних капсулів. Кільце оберталося ручним важелем. Кулемет мав чавунний приймач.
Єдиний побудований екземпляр не використовували в бою, через свою недосконалість.